# خرائطية

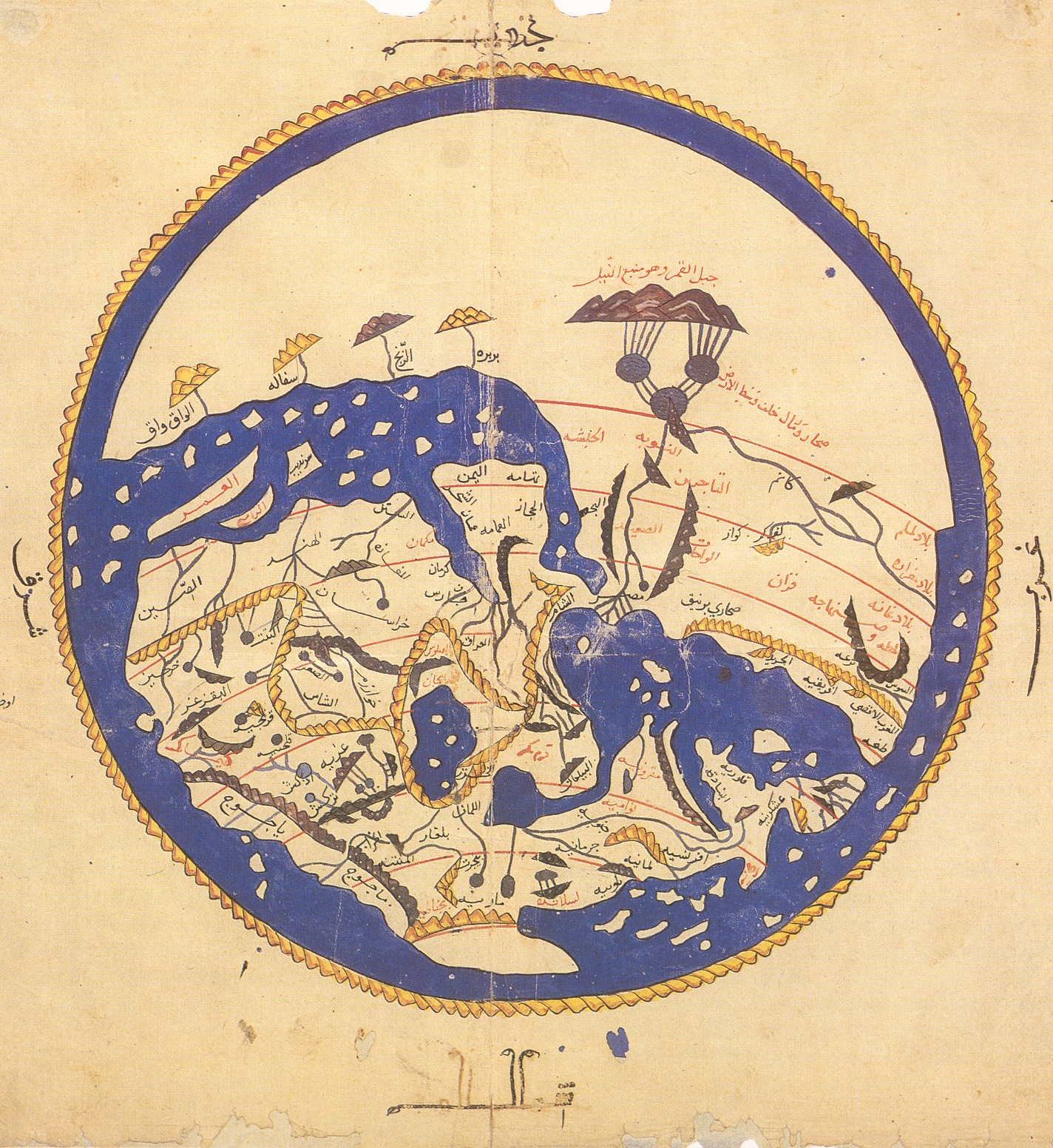
خريطة العالم، رسمها محمد الإدريسي عام 1154

رسم الخرائط أو علم رسم الخرائط أو فن رسم الخرائط أو علم الخرائط أو الخرائطية أو الرِّقَاطة هو دراسة وممارسة رسم الخرائط. يستخدم لرسم الخرائط تقليدياً القلم والورق، ولكن انتشار الحواسب الآلية طور هذا الفن. أغلب الخرائط التجارية ذات الجودة العالية الحالية ترسم ببرامج حاسوب. يعرف علم الخرائط تطورا مستمرا بفعل ظهور عدد من البرامج التي تساعد على معالجة الخرائط بشكل دقيق وفعال معتمدة على ما يسمى ب«نظم المعلومات الجغرافية» ومن أهم هذه البرامج نذكر MapInfo [الإنجليزية] و ArcGis اللذان يعتبران الرائدان في هذا المجال.

## مقدمة
كان الإنسان يعتمد في رحلاته وانتقاله من موقع لآخر على ما يختزنه في ذاكرته من الصور الذهنية عن معالم الطريق والاتجاهات والمسافات بين تلك المعالم وأيضاً كان يعتمد على النجوم كما قال الله تعالى، ومن أجل أن لا يفقد من تلك الصور الذهنية شيئاً وكي لا تلتبس الصور بعضها ببعض لجأ الإنسان إلى رسم صور موجزة على شكل مخططات لتلك المعالم، يهتدي بها في رحلاته، فكانت بذلك الخريطة. والخريطة بهذا الاعتبار قديمة قدم حضارة الإنسان، فمنذ القدم استعان الإنسان بتوزيع الظاهرات الطبيعية والبشرية بالوصف والرسم.
لقد رسم على الأرض بالعصا أو بالإصبع ليوضح الطرق لغيره، برسم أهم الظاهرات التي يمر بالقرب منها ذاك الطريق، ثم تطور الأمر وأصبح يرسم على قطع من الحجارة أو العظام أو الخشب أو الجلود، إلى أن أصبحت في الوقت الحاضر ترسم على الورق وغيره. وقد استعمل كثير من الشعوب الخرائط في الماضي. ومن أهم الأقوام الذين رسموا الخرائط واستخدموها سكان بلاد ما بين النهرين والمصريون والصينيون واليونانيون، ثم جاء المسلمون وأحدثوا نقلة كبرى في مجال علم الخرائط.

## تاريخ علم الخرائط
- استخدم سكان بلاد ما بين النهرين ألواحاً من الطين لرسم خرائطهم عليها، وكانوا يحرقون هذه الألواح لكي تصبح صلبة تقاوم الظروف المناخية حيث ان أقدم خريطة مقبولة ومعروفة في العالم مرسومة على طاولة من الطين في العام 3800 قبل الميلاد، وتوضح نهر الفرات الذي يتدفق شمال بلاد ما بين النهرين – العراق. وكانت تلك الخريطة والكثير من سواها مجرد رسومات تضم ملامح محلية عن بيئات مختلفة.
- وجائت خرائط المصريين القدماء دقيقة، وكانت معظم خرائطهم ترسم عل ورق البردي.
- أضاف الصينيون إضافات قيمة لعلم الخرائط وتميزت خرائطهم بنشأتها المستقلة.
- أما اليونانيون فلقد برعوا في رسم الخرائط ومن أهمها ما رسمه فيلسوفهم بطليموس الذي رسم خريطة العالم كما تصوره في ذلك الوقت.

## المسلمون ودورهم في تقدم علم الخرائط
لم يكن للعرب قبل إسلامهم اهتمام بهذا العلم، ولذلك فإنهم استخدموا الشعر في وصف بعض المناطق داخل جزيرتهم وخارجها.
ومن ذلك قول امرئ القيس:
والأسماء التي تحتها خط أسماء لأماكن.
وعندما جاء المسلمون وانطلقوا ينشرون الإسلام اهتموا بالخرائط البرية والبحرية على حد سواء، واعتمدوا القياسات الفلكية والرياضية فأتت خرائطهم على أسس صحيحة، وأعطوا هذا العلم دفعة جديدة، ومن العوامل التي ساهمت في تقدم هذا العلم عند المسلمين ما يلي:
1. الفتوحات الإسلامية.
2. اتساع رقعة العالم الإسلامي، وخاصة العصر الذهبي للإسلام، وتولد الحاجة لجهاز البريد الذي يتطلب معرفة الطرق والاتجاهات وكان هذا مبرراً لظهور الخرائط والكتب التي تعالج ذلك.
3. نشاط حركة التجارة البرية والبحرية بين مختلف البلدان.
4. تشجيع الخلفاء المسلمون للعلم والعلماء؛ولذا استخدمت هذه الخرائط من قبل الولاة وأمراء الجند.

ولقد تمثل دور علماء المسلمون في تقدم هذا العلم بأمور عدة من بينها أنهم، قاموا بتحديد مواقع البلدان بحسب دوائر العرض وخطوط الطول، ووضعوا جداول خاصة بذلك، وعينوا خطوط الطول بملاحظة اختلاف الأوقات الزمنية، واستخدموا الألوان في رسم الخرائط، فالأزرق للبحار، والأخضر للأنهار، والأحمر والبني للجبال، ورسموا المدن على دوائر مذهبة.
وقد وضع الجغرافيون المسلمون في خرائطهم، الشمال مكان الجنوب وبعلاقة تناسبية الشرق مكان الغرب. لأنهم لم يرغبوا في وضع العالم الإسلامي أسفل أوروبا.

## من أشهر العلماء المسلمين في مجال علم الخرائط
- الإدريسي: الذي قسّم ا أرض كما تصورها إلى سبعة أقاليم، وقسّم كل إقليم إلى عشرة أقسام متساوية، ورسم لكل قسم خريطة (70 خريطة).

- المقدسي: الذي يعدّ أول من استخدم الألوان في الخرائط.

- ابن حوقل: وقد ألف كتابا أسماه صورة الأرض، ورسم خرائطه بطريقة هندسية تخطيطية.

- المسعودي: وتعتبر خريطته أدق الخرائط التي ظهرت لتحديد العالم المعروف في ذلك الوقت؛ حيث اعتقد باستدارة الأرض. الجدير بالذكر أن مما امتازت به خرائط المسلمين الأوائل وضع الجنوب في أعلى الخريطة، ولقد احتار الباحثون في تعليل سبب وضع الجنوب في أعلى الخريطة، ولعل مغزى ذلك.والله أعلم- أن معظم المدن الإسلامية في ذلك الوقت (المدينة - دمشق - القاهرة - بغداد - الكوفة) كانت شمالي مكة؛ لذا كانوا يتجهون جهة الجنوب أثناء الصلاة ويعتبرونه يشير إلى أشرف بقع المسلمين، ومن هنا كان لابد من وضع الجنوب في أعلى لخريطة.